# Alpena, Arkansas
Alpena är en kommun (town) i den amerikanska delstaten Arkansas med en yta av 3,5 km² och en folkmängd som uppgår till 371 invånare (2000). Alpena är beläget dels i Boone County, dels i Carroll County.